# Eburia haldemani
Eburia haldemani là một loài bọ cánh cứng trong họ Cerambycidae.